# 강근호 (정치인)
강근호(姜根鎬, 1934년 1월 25일~2008년 1월 30일)는 대한민국의 정치인이다. 종교는 천주교이며, 세례명은 바오로이다.

## 생애
전북 옥구 출신으로 군산고와 중앙대를 나와 민선 2~3대 군산시장을 역임했으며 제 8대 국회의원(신민당)과 신민당 대변인을 지냈다. 그는 1971년 초선 의원으로서 정기국회에서 대정부 질문을 통해 훗날에 영화 ‘실미도’로 잘 알려진 ‘8·23 난동 사건’의 실체를 처음으로 공식 추궁하여 유신 이후 고문을 당하게까지 되었다. 고문 후유증으로 한쪽 다리가 좋지 않아 지팡이를 짚었다. 이 여파로 당시 정래혁 국방장관이 사임하고 오치성 내무장관의 불신임안이 국회 사상 처음으로 통과되는 '10·2 국회 파동'을 불러오기도 했다. 이후 야인 생활을 하던 그는 2001년 4월 재선거에서 무소속 후보로 나서 군산시장으로 선출됐고, 2004년까지 군산시장직을 수행했다. 그 뒤 숙환으로 2008년 1월 30일, 만 74세(향년 75세)로 타계했다.

## 역대 선거 결과
|  | 39.18% |

|  | 10.89% |

|  | 23.67% |

|  | 0% |

|  | 23.98% |

|  | 30.05% |

|  | 54.6% |

|  | 46.75% |

## 방송 출연
- 2001년 KBS2TV 슈퍼 TV 일요일은 즐거워 - 출발 드림팀